# Didymodon eckendorfii
Didymodon eckendorfii är en bladmossart som beskrevs av Potier de la Varde 1937. Didymodon eckendorfii ingår i släktet lansmossor, och familjen Pottiaceae. Inga underarter finns listade i Catalogue of Life.